# نجيمية
النجيمية (الاسم العلمي: Micrasterias) هي جنس من الطحالب الخضراء يتبع الفصيلة الدسميدية من رتبة الدسميديات.

## أنواع النجيمية
- نجيمية متشعبة
- نجيمية أفريقية
- نجيمية أمريكية
- نجيمية أنيقة
- نجيمية بسيطة
- نجيمية تورية
- نجيمية ثؤلولية
- نجيمية جناحية
- نجيمية حادة
- نجيمية دوارة
- نجيمية رباعية التسنن
- نجيمية سفائية
- نجيمية سيلانية
- نجيمية شاذة
- نجيمية شائكة
- نجيمية شبه تورية
- نجيمية شبه متطاولة
- نجيمية شبه مسننة
- نجيمية شعاعية
- نجيمية شفاينفورتية
- نجيمية صاعدة
- نجيمية عصوية
- نجيمية قصيرة الأجنحة
- نجيمية قطعاء
- نجيمية كاملة
- نجيمية متطاولة
- نجيمية متقوسة
- نجيمية محززة
- نجيمية مدارية
- نجيمية مزدحمة
- نجيمية مسننة
- نجيمية مفصصة ريشية
- نجيمية مهدبة